# Bor Trieste
La Bor Trieste è una società polisportiva di Trieste. La sezione pallavolistica femminile militò in Serie A negli anni sessanta.

## Storia della società
La Športno Združenje - Unione Sportiva Bor fu fondata il 21 giugno del 1959 da Jože Cesar come punto di aggregazione per la minoranza slovena residente a Trieste. Tra gli sport praticati attualmente dall'associazione ci sono l'atletica leggera, il tennistavolo, la pallacanestro (l'Associazione Pallacanestro Club Bor, fondato nel 1965, milita in Serie C Dilettanti) e la pallavolo, sport nel quale raccolse i risultati più importanti.
La squadra maschile, oggi scomparsa, raggiunse la Serie B negli anni Sessanta. La squadra di pallavolo femminile (dal 1990 Odbojkarsko Društvo - Associazione Pallavolo) militò in Serie A nelle stagioni 1965-66 e 1966-67. Gioca oggi in Serie D e vanta un fiorente settore giovanile.